# Kaufhaus Schocken (Stuttgart)

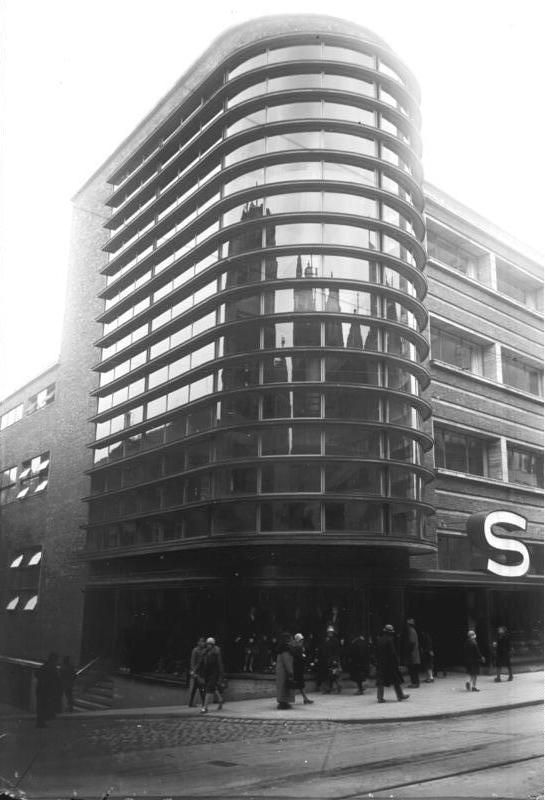
Fassade des Kaufhaus Schocken mit markantem Treppenhaus, 1928

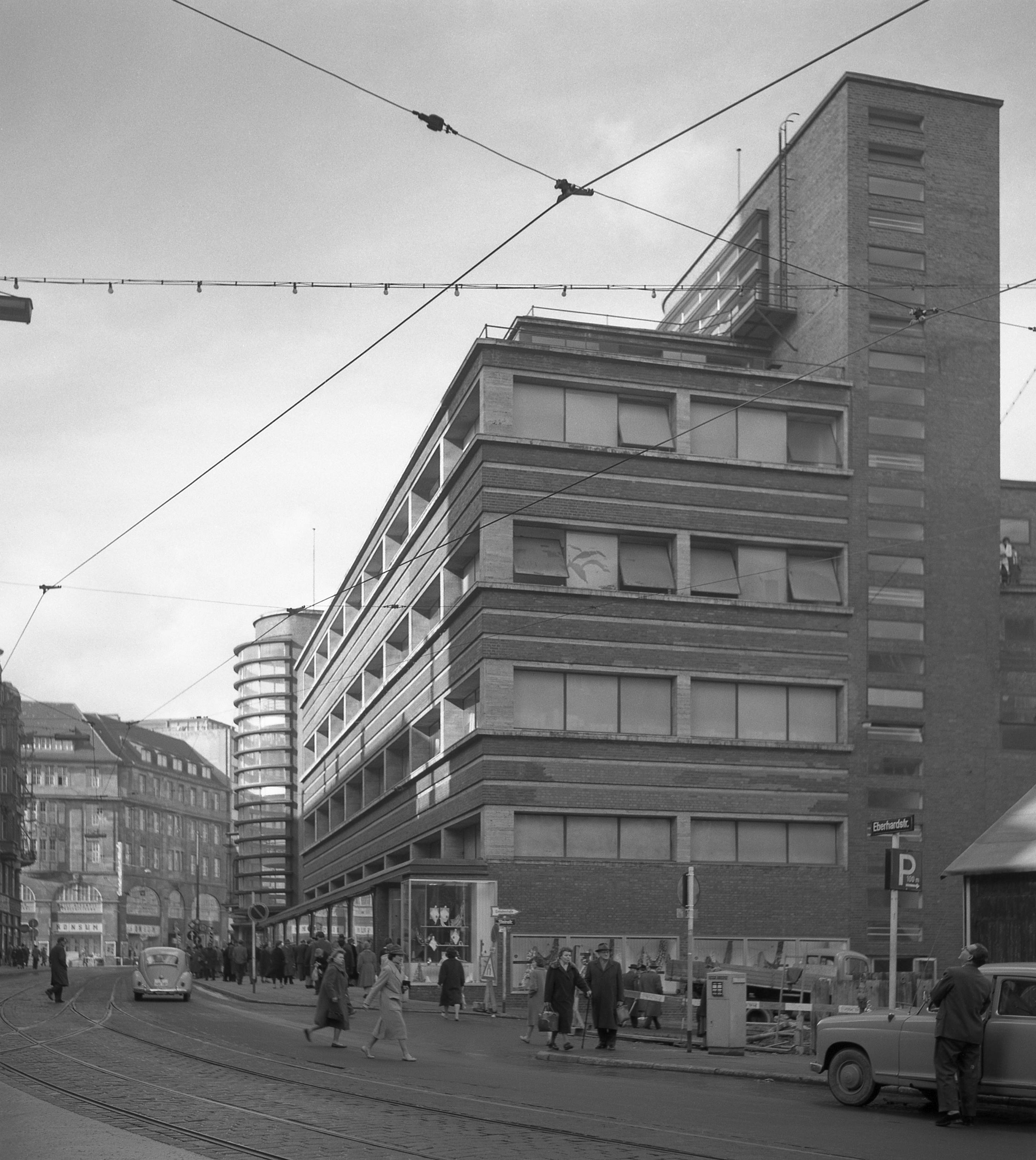
Kaufhaus Schocken, Stuttgart, ca. 1960

Das Kaufhaus Schocken in Stuttgart war ein  Warenhaus des ehemaligen westsächsischen Einzelhandelskonzerns I. Schocken Söhne Zwickau.

## Geschichte
Die Kaufhausgruppe der Gebrüder Schocken gehörte Anfang der 1920er Jahre zu den größten in Deutschland. Mit dem industriellen Aufschwung der Stadt wurde ein Standort auch in Stuttgart interessant. Im Jahr 1925 kaufte das Unternehmen I. Schocken Söhne Zwickau deshalb gegenüber der Baustelle für den Tagblatt-Turm das Gasthaus Petersburger Hof in der Innenstadt und ließ es abbrechen. Ab 1926 entstand an dieser Stelle Koordinaten: 48° 46′ 24,2″ N, 9° 10′ 33,6″ O zwischen Eberhardstraße, Hirschstraße, Geißstraße und Steinstraße nach Entwürfen von Erich Mendelsohn ein Neubau in Stahlskelettbauweise. Am 4. Oktober 1928 wurde das Haus eingeweiht. Es verfügte über eine Verkaufsfläche von 5800 Quadratmetern.
Im Jahr 1934 verließ Salman Schocken Deutschland. Er wurde 1938 als jüdischer Besitzer enteignet, das Kaufhaus einer Gruppe deutscher Banken übertragen und zur Kaufstätte Merkur umgewandelt.:151 Im Zweiten Weltkrieg brannte es nach einer Bombardierung im Jahr 1944 aus, die Einrichtung im Bauhausstil ging verloren, die Fassade blieb aber weitgehend unbeschädigt. Schon 1945 wurde es wiedereröffnet. Nach Kriegsende wurde es 1949 an Salman Schocken zurückübertragen und unter Beteiligung des Architekten Egon Eiermann umfassend saniert und verändert. Im Jahr 1953 erwarb es die Horten AG, die bald einen Neubau plante.:151
Schon 1958/59 gab es Pläne der Stadtverwaltung, den Bau abzureißen, um eine autogerechte Stadt zu schaffen. Trotz Protesten der Witwe Mendelsohns, aber auch von Studierenden der TH Stuttgart und der internationalen Architektenschaft wurde das Gebäude schließlich 1960 abgerissen.

## Bedeutung
Das Gebäude war eines der wichtigsten Gebäude des Neuen Bauens in Stuttgart.